# Нусейбе, Хазем
Хазем Заки Нусейбе (6 мая 1922, Иерусалим — 10 апреля 2022, Амман) — иорданский политик и дипломат палестинского происхождения. Происходит из старинного рода Нусейбе. Во время своей карьеры в администрации Иордании он занимал, среди прочих, должности министра иностранных дел, посла в Египте и постоянного представителя при Организации Объединённых Наций. Он также считается одним из самых важных идеологов арабского национализма.

## Ранние годы
Нусейбе родился в 1922 году в Иерусалиме, подмандатная Палестина. Для получения среднего образования он поступил в Колледж Виктории в Александрии, Египет, учился с 1936 по 1940 год. Он начал учиться в Американском университете Бейрута, получив степень бакалавра политических наук в 1943 году. После этого он вернулся в Иерусалим, чтобы изучать право в период с 1943 по 1948 год. В это время Нусейбе стал телеведущим и главным редактором новостей Палестинской радиовещательной службы, где он сообщил о резне в Дейр-Ясине. Его учёба снова привела его за границу, когда он отправился учиться в Школу общественных и международных отношений Вудро Вильсона в Принстонском университете в Нью-Джерси, США. Там он получил степень магистра по связям с общественностью в 1952 году. На факультете политики Принстона он получил ещё одну степень магистра в 1953 году и докторскую степень в 1954 году.

## Дипломатическая карьера

### Министр
В 1958 году Нусейбе должен был быть назначен заместителем министра иностранных дел Арабской Федерации — союза Иордании и Ирака. Однако революция 14 июля свергла правящую семью Ирака за несколько дней до назначения Нусейбе, и союз распался. В какой-то момент после этого Нусейбе служил представителем Иордании в Смешанной иорданско-израильской комиссии по перемирию. В 1950-х и 1960-х годах семья Нусайба стала более влиятельной в правительстве Иордании, поскольку брат Хазема Анвар Нусейбе был назначен губернатором и хранителем святынь на Западном берегу, включая Храм Гроба Господня в Иерусалиме, а временами был министром обороны. Сам Хазем Нусейбе позже занимал пост министра иностранных дел с января 1962 по апрель 1963 года и ещё раз в 1965 году, хотя в других источниках упоминается, что он работал непрерывно с 1962 по 1966 год. В феврале 1965 года премьер-министр Иордании Васфи ат-Телль представил Белую книгу, призванную улучшить отношения между иорданцами и палестинцами, которые были проблемными в течение последних нескольких лет при короле Иордании Хусейне. Белая книга была составлена в основном Нусейбе и призывала к созданию Соединённого Королевства Палестины и Иордании. План давал Западному берегу ограниченную автономию от государства Иордания и разрешал избирать палестинцев. С помощью плана Нусейбе надеялся, что палестинцы в государстве Иордания почувствуют себя более вовлечёнными. Премьер-министр Васфи ат-Телль проголосовал против плана, опасаясь, что он вызовет новые трения между палестинцами и иорданцами. План также подвергся критике со стороны президента Египта Гамаля Абдель Насера, который хотел взять палестинцев под свой панарабский зонтик. Позже Нусейбе пожалел, что его Белый план не был реализован, поскольку чувствовал, что Организация освобождения Палестины может получить известность, потому что она может называть себя единственным представителем палестинского народа. В 1963 году Нусейбе также стал министром Хашимитского королевского двора и политическим советником короля Иордании Хусейна. Затем последовал срок на посту министра реконструкции и развития с 1967 по 1968 год.

### Посол и постоянный представитель
После этих сроков на посту министра Нусейбе стал послом Иордании, занимая несколько высокопоставленных постов. Его первым назначением был Египет, где он служил с 1968 по 1971 год. Он продолжил работать в качестве посла в Турции с 1971 по 1972 год. Он уехал с Ближнего Востока в Европу в 1972 году, был послом в Италии, Швейцарии и Австрии, проработав до 1974 года. Нусейбе снова сменил континенты, когда он стал постоянным представителем Иордании при Организации Объединённых Наций в Нью-Йорке, США, в 1976 году. Во время своего пребывания в качестве постоянного представителя он неоднократно ссорился с представителем Израиля Йехудой Цви Блюмом. В декабре 1980 года Нусейбе частично основывал свою речь на «Протоколах сионских мудрецов», антисемитской мистификации, призванной описать еврейский план глобального господства. За выступление он получил резкую критику со стороны Блюма. В начале 1982 года они поссорились из-за позиции палестинцев в Иордании и Израиле. Блюм хотел указать, что у палестинцев уже был дом в Иордании, и назвал эту страну «палестинским арабским государством Иордания», в то время как Нусейбе в ответ назвал Израиль «израильским образованием». Во время обсуждения вторжения на Фолклендские острова в 1982 году в Совете Безопасности Организации Объединённых Наций Нусейбе заверил представителя Аргентины Эдуардо Рока, что Иордания будет голосовать против Соединённого Королевства. Однако после разговора между Нусейбе и представителем Соединённого Королевства Энтони Парсонсом голос Иордании позже будет в пользу Соединённого Королевства в резолюции 502 Совета Безопасности Организации Объединённых Наций. Нусейбе занимал пост председателя Совета Безопасности Организации Объединённых Наций в октябре 1982 года и ушёл в отставку с поста постоянного представителя в 1985 году.

## Политическая карьера и выход на пенсию
После ухода с дипломатической службы он был членом Сената Иордании с 1982 или 1985 по 1989 год. А в 1986 году он занимал пост министра правительства и считался видным умеренным в дискуссии о палестинцах. В 1989 году он вообще ушёл с государственной службы. Однако Нусейбе преподавал арабские и международные отношения в Иорданском университете и национальном военном колледже. В опубликованной в 2009 году книге «Иерусалимцы: живая память» были его личные воспоминания. Нусейбе сообщил на сайте своей семьи, что посвятил своё время сельскому хозяйству.
По случаю 90-летия Нусейбы, 6 мая 2012 года, принц Иордании Хасан ибн Талал устроил банкет в честь достижений Нусейбы перед иорданским обществом.

## Личная жизнь
В юности Нусейбе удалось выиграть несколько национальных и международных турниров по теннису.
Нусейбе был женат на Кадар Масри Нусейбе и у них было четверо детей: сыновья Хайтам и Халед, дочери Лейла и Лина. Он умер 10 апреля 2022 года в возрасте 99 лет.

## Награды

### Иностранные награды
- Малайзия: 
  -  Почетный кавалер ордена Защитника королевства (PMN (K)) - Tan Sri (1965)[24].

## Публикации
- Идеи арабского национализма (1954)
- Палестина и ООН (1972)
- Иерусалимцы: живая память (2009)